# زرشک اتنا
زرشک اتنا (نام علمی: Berberis aetnensis) نام یک گونه از سرده زرشک است.